# أرمين فان بورن
أرمين فان بورن (بالهولندية: Armin van Buuren)‏ (ولد 25 ديسمبر 1976) هو دي جي ومنتج موسيقى ترانس هولندي، كما يلقّب بـ "ملك الترانس". ولد في ليدن، هولندا، ونشأ في Koudekerk aan den Rijn. اُختير من قبل مجلة DJ Magazine كأفضل دي جي في العالم في سنوات 2007، 2008، 2009، و2010 على التوالي ومرة أخرى في 2012.
يستضيف فان بيورن برنامج إذاعي أسبوعي منذ سنة 2001 باسم (A State of Trance)، حيث لديه حوالي 20 مليون مستمع أسبوعي في 26 بلداً، مما يجعله من أكثر البرامج الاذاعية المسموعة في حول العالم.

## روابط خارجية
- أرمين فان بورن على موقع IMDb (الإنجليزية)
- أرمين فان بورن على موقع ميوزك برينز (الإنجليزية)
- أرمين فان بورن على موقع أول ميوزيك (الإنجليزية)
- أرمين فان بورن على موقع ديسكوغز (الإنجليزية)
- أرمين فان بورن على موقع قاعدة بيانات الفيلم (الإنجليزية)